# Darbhanga
Darbhanga é um cidade no estado indiano de Bahir.

## Geografia
- Latitude  26.10 N
- Longitude  85.57 E

## Área
- 2 279 km²

## População
- Rural:3 018 639
- Urbana:266 834
- Total :3 285 493

## Literacia
- Literacia- 50,8%
- Sexo masculino  - 64,0%
- Sexo feminino - 37,6%